# Segundos afuera (álbum)
Segundos afuera es el segundo disco solista del cantautor uruguayo Jorge Galemire. Fue publicado en vinilo y casete por el sello Orfeo en 1983.
Participaron como músicos invitados: Eduardo Mateo, Gustavo Etchenique, Osvaldo Fattoruso, Andrés Recagno y Andrés Bedo, entre otros.
Es un disco de culto y referencia para más de una generación de músicos uruguayos. En esta obra se da forma a una nueva manera de entender la música popular uruguaya. Sin embargo, la carencia de reediciones hizo que fuera un disco muy poco difundido al público general. En los próximos discos Galemire se orienta hacia caminos más afines al rock y al pop.

## Estilo musical
En su primer disco solista, Presentación (1981), Galemire había innovado uniendo al mundo de la canción de autor con el candombe-jazz. En este disco encauza aún más este camino desenvolviéndose en un nuevo género, una especie de pop sofisticado con raíces en la música uruguaya, inspirado por músicos como Rubén Rada, Eduardo Darnauchans y Fernando Cabrera.
En este disco, al igual que en el primero, se trasmite una señal de esperanza, aunque, según señala De Alencar Pinto: «Su optimismo no tenía nada de evitación histérica de la tristeza, y su carácter no bailable no implicaba que no hubiese swing y dinamismo».

## Lista de canciones
| Lado A |                     |                                       |          |  |
| N.º    | Título              | Escritor(es)                          | Duración |  |
| 1.     | «Va pensando»       | Luis Campos - Jorge Galemire          | 3:43     |  |
| 2.     | «Sin saber por qué» | Jorge Galemire - Jaime Roos           | 4:54     |  |
| 3.     | «Las violetas»      | Luis Campos - Jorge Galemire          | 2:22     |  |
| 4.     | «Un son»            | Washington Benavides - Jorge Galemire | 8:12     |  |

| Lado B |                |                              |          |  |
| N.º    | Título         | Escritor(es)                 | Duración |  |
| 1.     | «La despedida» | Jorge Galemire               | 3:11     |  |
| 2.     | «Tus abrazos»  | Jorge Galemire               | 3:09     |  |
| 3.     | «Esperando»    | Jorge Galemire               | 2:51     |  |
| 4.     | «La costurera» | Jorge Galemire               | 2:11     |  |
| 5.     | «Kublai Khan»  | Luis Campos - Jorge Galemire | 6:03     |  |

## Ficha técnica
Jorge Galemire: voz, guitarras, bajo, percusión, coros y cascabeles.
Gastòn Ciarlo (Dino) Voz en B5
Eduardo Mateo: guitarra y percusión en B2.
Andrés Bedó: acordeón en A4 y B2.
Ricardo Nolé: Piano en A1
Raúl Medina: Órgano, Clavinet y Sintetizadores
Alberto Magnone: Órgano, String ensamble y sintetizadores en B5
Gastón Contenti: Trompeta y fliscorno
Jaime Prats: Saxo Tenor en A1
Fernando Condon: Clarinete en B3
Andrés Recagno: Bajo, sintetizadores, coros, arreglos
Ariel Ameijenda: Sitar
Gustavo Etchenique: Batería (Baterìa líder en B5)
Osvaldo Fattoruso: Batería en A1 y A2
Felipe Hernández: Baterìa en B5
Raúl Cuadro: Batería en B5
Carlos "Boca" Ferreira: Percusión
Hugo Fattoruso: arreglos de sintetizadores (B1)
Estela Magnone: coros en A4
Mayra Hugo: coros en A4
Mariana Ingold: coros en A4
Pacho Martínez: coros en B5
Daniel Magnone: coros en B5
Daniel Báez, Pirucho, Lobo, Luisìn, Darío Ribeiro, Gonzalo Fernàndez, Jorge Galemire y Mario Gonzàlez: Chistidos en B4
Cuqui Irastorza: Conversaciones en B3
Primos: A. Ariquistain, H. Márquez, H. Grassano./ Segundos: W. Venencio, E. Rimoldi. / Redoblante: R. Arismendi. / Bombo: L. Adinolfi. / Platillos: H. Cardozo. en A 3
Diseño de carátula: Gerardo Mantero. Fotografía de hoja interna: Mario Marotta
- Darío Ribeiro: tomas de sonido.
- Grabado en los estudios La Batuta, Montevideo.